# Europatitan

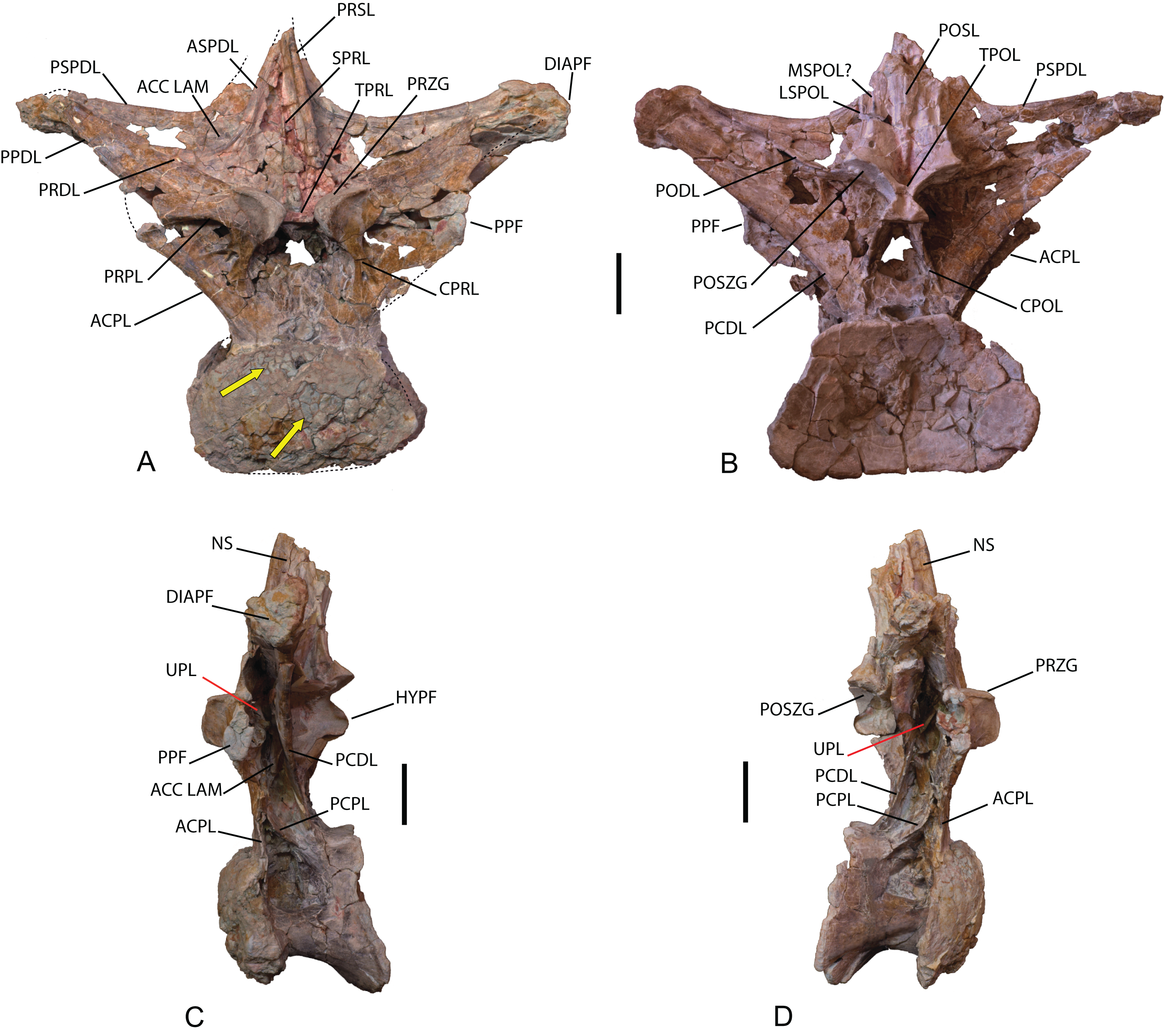
Rückenwirbel von Europatitan eastwoodi

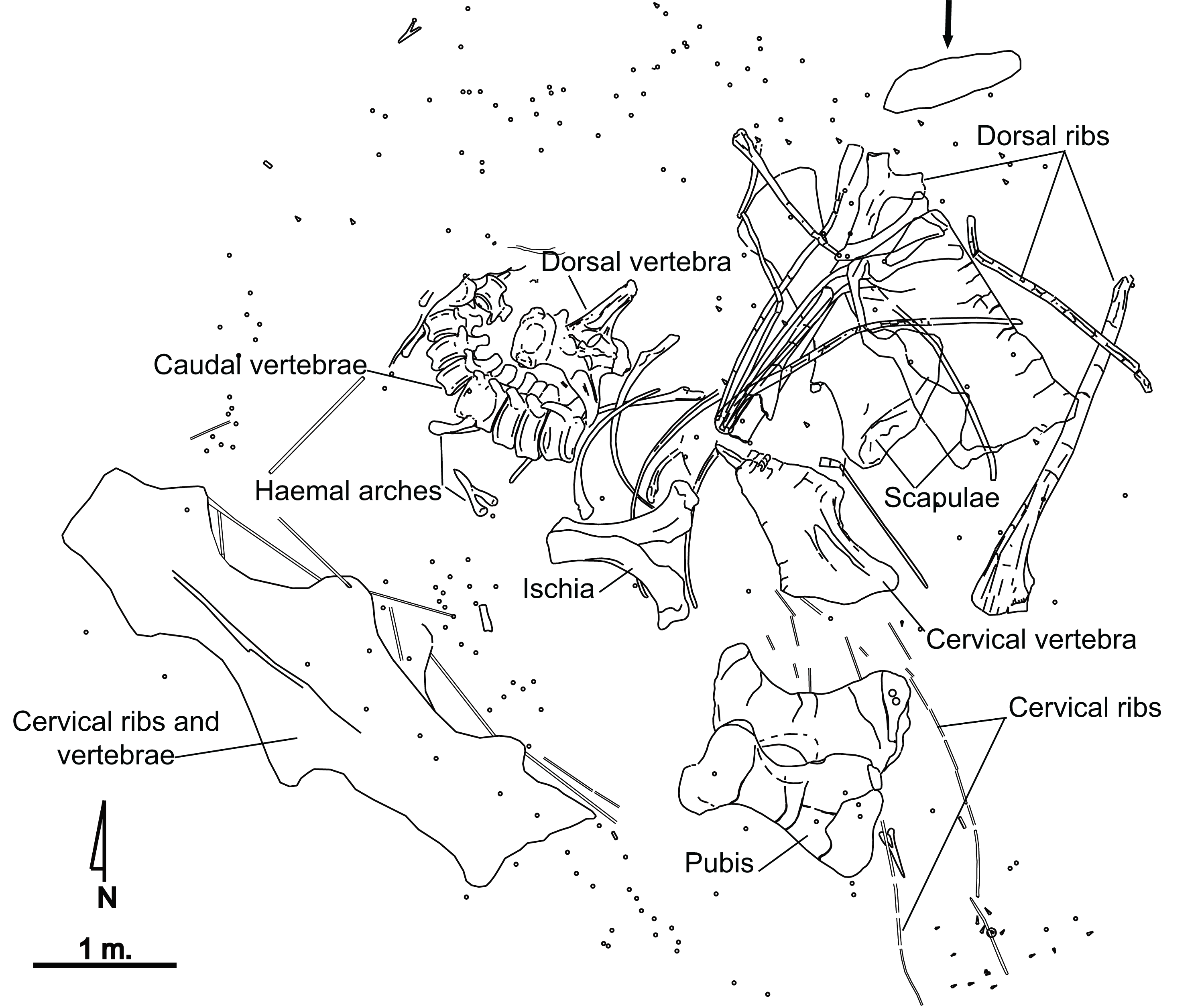
Skizze mit der Lage der Knochen am Fundort

Europatitan ist eine ausgestorbene Gattung von Sauropoden aus der Unterkreide (vom späten Barremium bis zum frühen Aptium) der Iberischen Halbinsel. Die Gattung ist von fossilen Überresten der Castrillo de la Reina-Formation in der spanischen Provinz Burgos bekannt. Der Fundort El Oterillo II befindet sich 2,5 km westlich von dem Dorf Barbadillo del Mercado in der Gemeinde Salas de los Infantes. Die Typusart und einzige Art der Gattung ist Europatitan eastwoodi. Die Fossilien des Holotyps befinden sich im Dinosaurier-Museum in Salas de los Infantes.

## Beschreibung
Die Sauropoden der Gattung Europatitan wurden mit einer Länge von bis zu 26 Metern und einem Gewicht von ca. 22 Tonnen relativ groß, besonders im Vergleich zu anderen europäischen Sauropoden.

## Etymologie
Der Gattungsname bedeutet so viel wie „Titan aus Europa“, während der Artzusatz eastwoodi dem Schauspieler und Filmemacher Clint Eastwood gewidmet ist. Hintergrund für die Wahl des Artzusatzes war die Tatsache, dass Szenen des Films Zwei glorreiche Halunken (engl. „The Good, the Bad and the Ugly“) mit Clint Eastwood als Protagonist nahe des Fundorts gedreht wurden.

## Taxonomie
Trotz der spärlichen Funde konnte Europatitan mit Hilfe phylogenetischer Studien innerhalb der Gruppe der Macronaria taxonomisch eingeordnet werden.